# TomorrowWorld
TomorrowWorld was een jaarlijks driedaags dance-festival georganiseerd door ID&T Belgium in navolging van het succes van Tomorrowland de eerste editie was in 2013. Het wordt gehouden in Chattahoochee Hills, Georgia, VS. Na moeilijkheden met entertainmentbedrijf SFX, werd er besloten om in 2016 geen TomorrowWorld plaats te laten vinden.

## Geschiedenis
In maart 2013 werd er nagedacht om het concept van Tomorrowland uit te breiden naar het buitenland. De locatie Chattahoochee Hills werd gekozen vanwege de overeenkomsten met Boom als terrein.
Ook op TomorrowWorld zijn er naast het hoofdpodium diverse podia aanwezig van onder andere Q-dance, Spinnin' Records en delegaties van artiestenlabels zoals dat van Armin van Buuren.
De eerste editie werd in 2013 georganiseerd met hetzelfde podium als dat van 2012 van Tomorrowland, dat Book of Wisdom heette.
Nadat het Noord-Amerikaanse entertainmentbedrijf SFX in financiële moeilijkheden verkeerde, meldde de organisatie dat  "het in het huidige klimaat het niet mogelijk is om jullie de beste en unieke ervaring te bieden die jullie verdienen". De toekomst van het festival is onzeker.

## Programma
| Jaar | Bezoekersaantal | Datum                | Artiesten | Hoofdpodium          |
| ---- | --------------- | -------------------- | --- | -------------------- |
| 2015 |                 | 25, 26, 27 september | Adam Beyer, Afrojack, Armin van Buuren, Bingo Players, Dimitri Vegas & Like Mike, Flux Pavillion, DVBBS, Hardwell, Paul van Dyk, Rudimental, Noisecontrollers                                                            | The Key to Happiness |
| 2014 |                 | 26, 27, 28 september | Avicii, Armin van Buuren, Bassnectar, David Guetta, Dimitri Vegas & Like Mike, Diplo, Kaskade, Martin Garrix, Nicky Romero, Skrillex, Steve Aoki, Tiësto, Zedd, Afrojack                                                 | The Arising of Life  |
| 2013 |                 | 27, 28, 29 september | Aeroplane, Benny Benassi, Brennan Heart, Carnage, Chuckie, Congorock, Dimitri Vegas & Like Mike, Fedde le Grand, Ferry Corsten, John Dahlbäck, Laidback Luke, Psyko Punkz, Sebastian Ingrosso, Steve Aoki, W&W, Hardwell | Book of Wisdom       |